# In utero
In utero (lat. = u maternici) je latinski izraz za pojave, procese i/ili opise u/o maternici. U biologiji, ovaj pojam se odnosi na stadije razvoja jedinke koji se označavaju kao zametak, embrion i fetus.
In utero faza ontogeneze čovjeka (najčešće tri prva mjeseca trudnoće), u suvremenoj biomedicini se koristi za biokemijske, molekularnogentske, citogenetičke i ultrazvučne analize plodove vode (amnionske tečnosti). Takvi zahvati se poduzimaju u postupku koji se označava kao amniocenteza, a obično u cilju procjene rizika nasljednih bolesti kod indiciranih slučajeva. Potreba takvih procjena se utvrđuje u postupku genetičke konzultacije.
U pravnom kontekstu, izraz se koristi kada se odnosi na nerođenu djecu.